# Wright Mons
Wright Mons es una montaña grande, aproximadamente circular y probablemente criovolcán en el planeta enano Plutón. Se encuentra al suroeste de Sputnik Planitia, cerca del centro de la región baja de Hyecho Palus, adyacente a Tenzing Montes y Belton Regio. Wright Mons, una característica geológica relativamente joven, ha atraído la atención como uno de los ejemplos más evidentes de actividad geológica reciente en Plutón, pero que tiene pocos o ningún análogo directo en otras partes del sistema solar.

## Descubrimiento y denominación
El 14 de julio de 2015, la nave espacial New Horizons realizó un sobrevuelo del sistema de Plutón, resolviendo las características de la superficie de Plutón por primera vez. Poco después, Wright Mons fue nombrado informalmente por el equipo New Horizons en honor a los pioneros de la aviación estadounidense Orville y Wilbur Wright. El 30 de mayo de 2019, la Unión Astronómica Internacional (UAI) aprobó Wright Mons como nombre oficial.

## Geografía

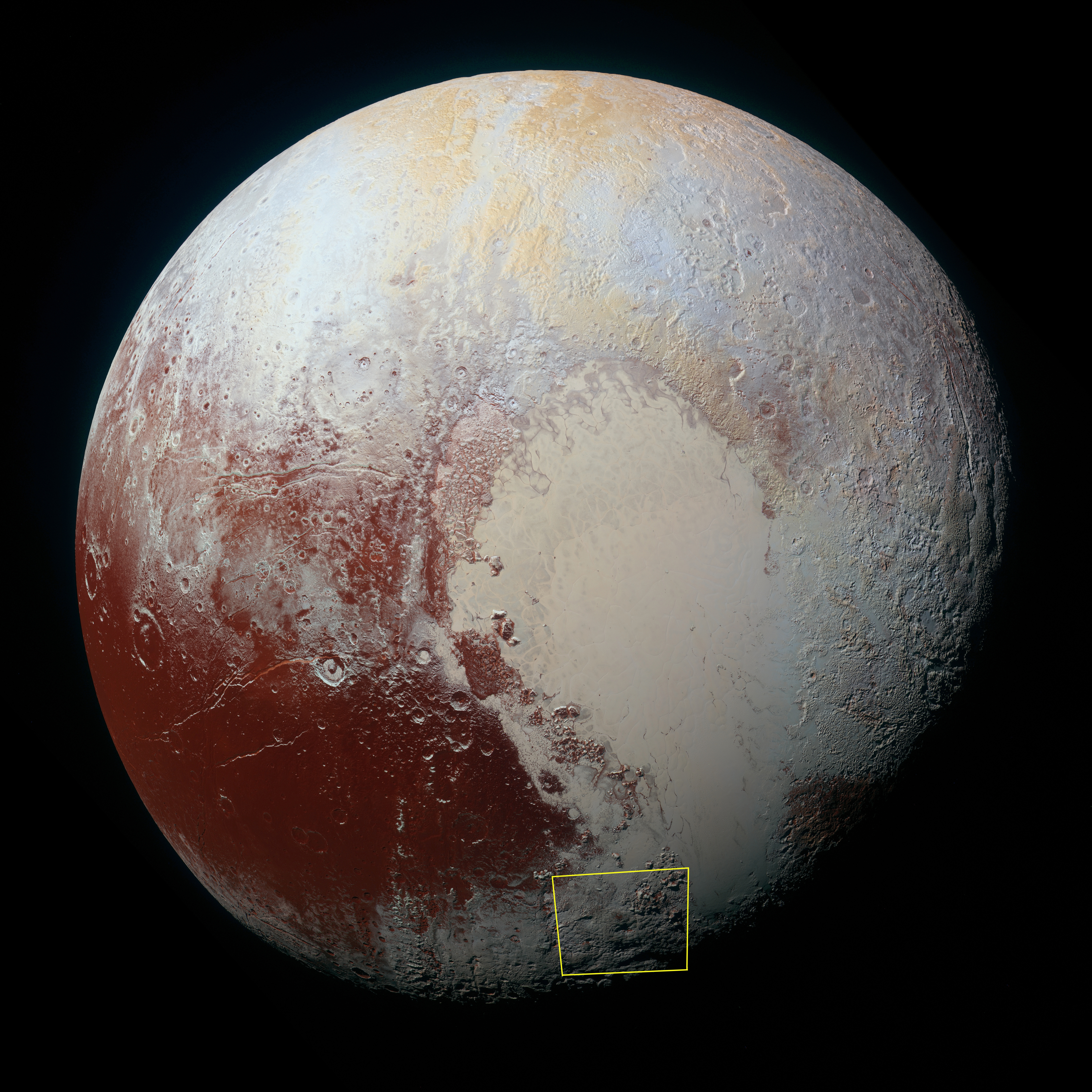
Vista en color mejorada de Plutón con Wright Mons marcado por un rectángulo amarillo.

Wright Mons está situado en el hemisferio sur de Plutón, dentro de Hyecho Palus, de aproximadamente 400 por 700 km de ancho, una llanura baja amurallada y una de las regiones de menor altitud de Plutón. Situado entre dos características principales, Sputnik Planitia al noreste y Belton Regio al oeste, Wright Mons limita directamente con los bloques más altos de Tenzing Montes directamente al noreste. La región alrededor de Wright Mons y Hyecho Palus está fuertemente tectonizada, y parece participar en el sistema masivo de crestas y canales (RTS), un enorme complejo tectónico antiguo que parece cortar un gran círculo de norte a sur alrededor de la mayoría de las regiones observadas de Plutón.

## Estructura y geología

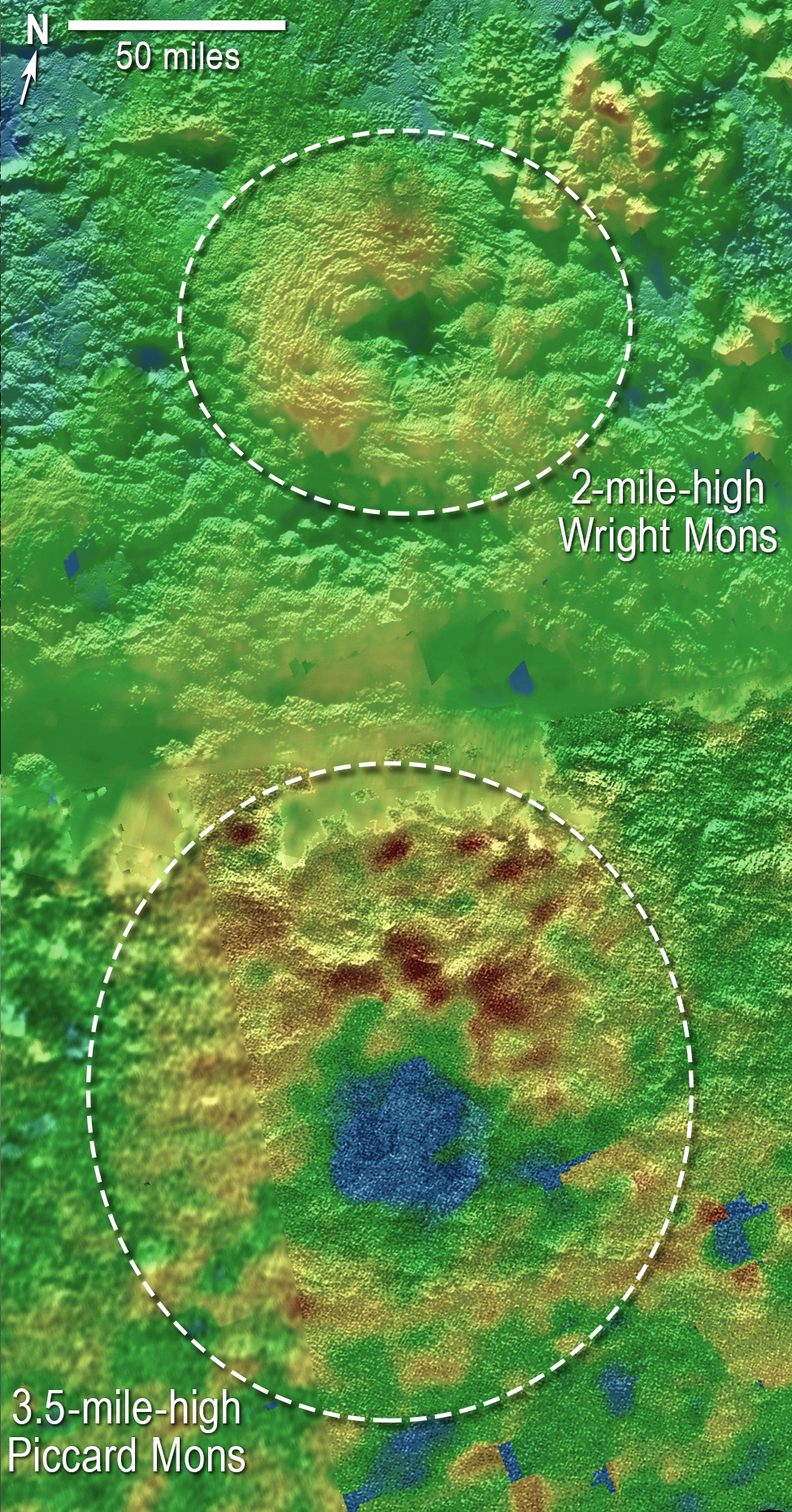
Terrenos montículos que permiten entrever cavidades que pueden almacenar elementos.

El edificio de Wright Mons tiene una forma aproximadamente anular, con aproximadamente 150 km de diámetro, y probablemente esté compuesto principalmente de hielo de agua. Se encuentra aproximadamente entre 3,5 y 4,7 km por encima de Hyecho Palus con una depresión central de ~45 km de ancho que se extiende entre 3,5 y 4,5 km por debajo de la cumbre de Wright Mons. Dos picos subsidiarios marcan el borde de la cumbre, un montículo aproximadamente circular al norte de la depresión central y otro al suroeste.
Los flancos relativamente poco profundos de Wright Mons están dominados en gran medida por una densa red de montículos o colinas, cada una de aproximadamente 10 a 15 km de diámetro y de 200 a 600 m de altura. La depresión central, aproximadamente cónica, tiene un suelo aproximadamente plano que llega casi, si no tan bajo, a las llanuras que rodean Wright Mons. La depresión central está rodeada por un tejido topográfico concéntrico, o pequeñas crestas texturizadas, posiblemente originadas por el colapso de una cumbre o por un emplazamiento superficial, y una serie de trincheras radiales marcan la pared de la depresión central. El flanco oriental de Wright Mons está cruzado por una falla norte-sur que desplaza la sección oriental hacia abajo en relación con la sección occidental, lo que resulta en una asimetría de altura de la montaña. Sólo se ha identificado un cráter de impacto probable en el edificio de Wright Mons, lo que indica que Wright Mons probablemente tenga menos de mil millones de años.

### Terreno de montículos
Wright Mons está rodeado por un tipo de terreno inusual y único denominado informalmente terreno de montículos, caracterizado por montículos semirregulares de origen poco claro. Gran parte de Hyecho Palus está cubierto por terreno con montículos, pero el terreno con montículos es más evidente adyacente y parcialmente sobre el edificio de Wright Mons, aunque presumiblemente se extiende más al sur hacia las regiones de Plutón de las que no se han obtenido imágenes. El terreno accidentado puede estar relacionado con la formación y la historia geológica de Wright Mons y otras montañas cercanas similares, y se ha comparado con el terreno funiscular en el polo sur de Encélado, la luna de Saturno.

### Criovulcanismo
Poco después del descubrimiento de Wright Mons, su joven edificio y su parecido con los volcanes terrestres provocaron especulaciones de que podría ser una estructura criovolcánica. Sin embargo, su estructura inusual ha dificultado determinar cómo se formó Wright Mons, y sigue siendo controvertido qué procesos eruptivos crearon Wright Mons. La semejanza del pozo central con las calderas de la cumbre llevó a las primeras especulaciones de que Wright Mons podría haber sido construido de manera similar a los volcanes en escudo de los planetas interiores, en erupción desde un único respiradero central. Se ha propuesto que los inusuales montículos se forman a partir de material enfriado rápidamente, similar a la lava acojinada, o por compresión de una manera similar a la lava pāhoehoe. Las sinuosas trincheras radiales en la depresión central de Wright Mons parecen seguir el gradiente topográfico más pronunciado y, como tales, se han señalado como posibles canales de flujo de criolava, pero esta identificación sigue siendo incierta.
Sin embargo, el edificio de Wright Mons carece de características identificables de flujo lateral o consecuencias de hipotéticas erupciones explosivas. Se ha observado que los numerosos montículos que se elevan en los flancos de Wright Mons parecen similares a domos de lava superpuestos de dacita y andesita en la Tierra, y las dos cumbres subsidiarias parecen haber sido emplazadas superficialmente en el edificio de Wright Mons. Una hipótesis más reciente propone que una secuencia de erupciones formadoras de domos se fusionaron para formar el edificio de Wright Mons y que la depresión similar a una caldera es coincidente, y que las erupciones posiblemente ocurran en múltiples episodios. El cercano Coleman Mons se ha propuesto como un ejemplo análogo y aislado de las cúpulas provisionales que pueden construir el edificio de Wright Mons.
Wright Mons es parte de un supuesto campo criovolcánico, que limita con otras dos estructuras criovolcánicas probables importantes, Piccard Mons y Coleman Mons. Hyecho Palus está marcado por otras depresiones irregulares, algunas de las cuales están ubicadas encima de edificios topográficos más pequeños; Como resultado, algunos geólogos planetarios interpretan a Hyecho Palus como una llanura criovolcánica.